# Уир, Джудит
Джудит Уир (англ. Judith Weir; род. 11 мая 1954, Кембридж) — британский композитор, гобоист, педагог.

## Биография
Родители — шотландцы, но выросла Джудит в окрестностях Лондона. Училась в частной лондонской школе для девочек у Джона Тавенера, а затем в Кембридже -  у Робина Холлоуэя, ученика Александра Гёра. Наиболее известна как оперный композитор.
Профессор музыки в Кардиффском университете. В 1995—2000 была художественным руководителем музыкального фестиваля в Спиталфилдсе (Лондон), в 1995—1998 — приглашенным композитором Бирмингемского симфонического оркестра (его руководителем в эти годы был Саймон Рэттл). В январе 2008 Джудит Уир была посвящена ежегодная композиторская неделя Би-би-си в лондонском Барбикан-Центре.

## Творчество
Испытывает интерес к альтернативным музыкальным традициям — от сербских до индийских и китайских, включая шотландские.

## Сочинения

### Оперы
- Чёрный паук/ The Black Spider (1985, по И.Готхельфу)
- The Consolations of Scholarship (1985)
- A Night at the Chinese Opera (1987)
- The Vanishing Bridegroom (1990)
- Белокурый Экберт/ Blond Eckbert (1994, по Л.Тику)
- Armida (2005, для телевидения; либретто композитора по Торквато Тассо)
- Achterbahn (Miss Fortune) (2011)

### Другие сочинения
- King Harald’s Saga для сопрано (1979, по Снорри Стурлусону)
- Illuminare Jerusalem для смешанного хора и органа (1985)
- Heaven Ablaze in His Breast, балет (1989,  по новелле Гофмана Песочный человек)
- Ox Mountain Was Covered by Trees, кантата на текст Мэн-цзы  (1990)
- Moon and Star для смешанного хора и оркестра, на стихи Эмили Дикинсон (1995)
- We Are Shadows для хора и оркестра (1999, по заказу Саймона Рэттла)
- woman.life.song (2000, по заказу Джесси Норман)
- The welcome arrival of rain для оркестра (2001)
- Tiger Under the Table для камерного ансамбля (2002)
- Piano Trio Two (2003—2004)
- Magnificat and Nunc Dimittis (2011)
- Blue-Green Hill (2013)

## Признание
- Командор ордена Британской империи (1995). Медаль Королевы за музыку (2007).